# Manoir du Rozel
Le manoir du Rozel est une ancienne demeure fortifiée, remaniée aux XVIe, XVIIIe et XIXe siècles, qui se dresse, dans le nord-ouest du Cotentin, sur le territoire de la commune française du Rozel dans le département de la Manche, en région Normandie. L'édifice est partiellement inscrit au titre des monuments historiques.

## Localisation
Le manoir est situé, un peu en retrait de la côte, à 250 mètres au nord de l'église Saint-Pierre, au Rozel, dans le département français de la Manche.

## Historique
Le Rozel était à l'origine un demi-fief de haubert,.
C'est au Rozel que décédera, le 24 février 1604, Jean II de Ravalet, abbé de Hambye,.
Jérôme-Frédéric Bignon (1747-1784), devient seigneur du Rozel à la suite de son mariage avec Marie-Bernadine de Hennot.
Le fief était parvenu à la famille de Hennot à la suite du mariage de Louis de Hennot avec Catherine du Chemin, fils cadet de Guillaume de Hennot, qui devint le chef de la branche des seigneurs du Rozel, et auquel succèdera son fils Georges-Robert-Louis de Hennot qui épousa le 1er juillet 1704 Germaine Pitteboult.
Armand-Jérôme Bignon (1769-1847), fils de Jérôme-Frédéric, bibliothécaire du roi et membre de l'académie Française, émigrera, et ses biens furent confisqués, et le château pillé. Son propre fils, Jérôme-Frédéric Bignon (1799-1877), sera maire du Rozel de 1850 à 1852.
La famille Bignon après la Révolution, une fois revenu d'émigration, fit couronner les tours de créneaux et d'un Belvédère dans le style troubadour.
La partie la plus ancienne de l'édifice, datée du XIVe siècle, est détruite par un incendie dans la nuit du 24 au 25 décembre 2021.

## Description
Le manoir a été remanié à plusieurs reprises. Les bâtiments actuels couvrent la période du XVIe au XVIIIe siècle. Les deux tours d'enceinte on vu leur crénelage rajouté au XIXe siècle. Le corps de logis principal se présente sous la forme d'un bâtiment haut d'un étage sur un rez-de-chaussée surélevé, dans lequel on pénètre par un escalier à double révolution.
Les dépendances ainsi que les communs comportent notamment une charretterie à trois arches en plein cintre.
Une double porte charretière et piétonne ouvre sur la cour. Une allée latérale menant au château est séparée du potager par un haut mur. Elle longe les bâtiments agricoles, dont le pressoir à pommes.
Sous la main courante d'un escalier extérieur à double révolution, un blason métallique imbriqué au centre de volutes en fer forgé, avec une couronne de comte à laquelle il manque deux perles, sur lequel son représentées les armes de la famille Bignon : d'azur à la croix haute d'argent posée sur une terrasse de sinople d'où sort un cep de vigne qui accole et entoure la dite croix, laquelle est cantonnée de quatre flammes d'argent. On retrouve ses mêmes armes sur la façade du manoir construit sans doute au XVIIe siècle.

## Protection
Les façades et les toitures de l'ensemble des bâtiments du domaine, y compris l'emprise du jardin avec ses murs de clôture et ses pavillons sont inscrits au titre des monuments historiques par arrêté du 14 septembre 2005.